# TV Colosso
TV Colosso fue un programa infantil televisivo producido y transmitido por TV Globo.
Su estreno tuvo lugar en el año 1993 utilizando muñecos animados a mano o por control remoto. En el ambiente televisivo, los perros corrían cada día para lanzar su programación. Su equipo era compuesto por: Priscila (una productora sheep-dog) y Borges (un bulldog director de imágenes que pulsaba los botones para transmitir a los dibujos animados Dungeons & Dragons, El Hombre Araña, Strawberry Shortcake, She-Ra, Los Pitufos, Snorks, Samurai Pizza Cats, etc., que complementaban la programación de TV Colosso).
Los demás personajes eran: Walter Gate (el presentador de noticias), la perrita del tiempo (Peggy Sunshine), el director de TV (JF) y Capachildo Capachão (el asistente bajulador de JF).
TV Colosso parodiaba la programación de la Rede Globo, y presentaba "Jornal Colossal" (una versión canina del Jornal Nacional), "Clip-Cão" (con números musicales), la telenovela "Pedigree" (una copia animalesca de las telenovelas de la Rede Globo), la serie "As Aventuras do Supercão", las "Olimpiadas de Cachorros" y "Acredite Se Puder" (con las mayores mentiras de la historia, parodiando a la serie "Ripley, ¡aunque usted no lo crea!").
El proyecto se concretó de las manos del artista gráfico Luiz Ferré y del titerero Roberto Dornelles (de su grupo Criadores e Criaturas), con dirección de J. B. de Oliveria (Boninho), y guion de Valerio Campos y Laerte.
En 1994, el programa dejó de tener el único tema por día y pasó a contar con varios sketches, saliendo del escenario exclusivo de la dependencia de TV. Por causa de eso, su formato se volvió más infantil, asumiendo su humor cómico.
En 1996, el programa presentó su nuevo personaje: el perico Zé Carioca (creado por Walt Disney) para comandar a su talk-show llamado "Disney Club". En el mismo año, dejó de presentar sus episodios nuevos, reprisando sus mejores momentos hasta 1997.
Su regreso se ocurrió en 2016 a través del aplicativo Playkids.

## Caracteres
El humor del espectáculo, por momentos, no era tan pueril, ya que había frecuentes referencias al "universo adulto" entre los títeres, las bromas y los chistes. Según el codirector del programa Mário Meirelles, el programa utilizó un lenguaje cinematográfico y sutilezas creativas de las sitcoms norteamericanas, lo que facilitó el atractivo del programa y los personajes para el público adulto y adolescente. Estaba, por ejemplo, el presentador del diario Walter Gate, en una referencia al caso Watergate. En el diario también hubo un poco de tiempo, el director de televisión llamó a JF y Capachildo Capachão, su asistente de besos de culos, además de las pulgas que seguían saboteando la programación dentro de los circuitos electrónicos. Ferré creó a la protagonista Priscila, teniendo como inspiración a sus 3 amigos que eran productores: el nombre se tomó de uno de ellos, la forma de caminar del otro y las rabietas del último. Algunos de los programas presentados por TV Colosso eran parodias de programas de la Rede Globo y otras emisoras y fueron el noticiero "Jornal Colossal", una sátira de Jornal Nacional; el "Clip-cão", una parodia de Clip Clip, con el presentador Thunderdog, un canino parecido al entonces VJ de MTV Thunderbird; la telenovela mexicana "Pedigree", "Os Vegetais não Mentem", "A Princesa Pirata" y otras copias caninas de telenovelas de TV Globo; la serie "As Aventuras do Super-Cão", en referencia a la serie norteamericana As Aventuras do Superman emitida en ese momento por la propia Globo; las "Olimpiadas del Perro", versión canina de Globo Esporte e Esporte Espetacular; y los programas del perro narrador Jaca Paladium: "Acredite Se Puder" y "Wild Animal World" con los mayores absurdos de la historia, satirizando respectivamente los programas "Ripley, ¡aunque usted no lo crea!", célebre en los años 80, "Animal World" y las Revistas electrónicas propias de Globo como Globo Repórter y Fantástico. Hasta Você Decide ha sido víctima de parodias caninas como "Tú eliges". Además, "Priscila Superstar", "Capashow" y "Com a Pulga Atrás da Orelha" se referían al auditorio de Globo y programas de variedades como Domingão do Faustão, TV Mulher y los programas de Xuxa.

## Dibujos animados
A continuación se muestra una lista de algunos dibujos que se mostraron en TV Colosso:
- Alvin e os Esquilos (1983)
- Animaniacs
- As Aventuras dos Ursinhos Gummi
- As Tartarugas Ninja (1987)
- Bycrossers
- Capitão Planeta
- Caverna do Dragão
- Darkwing Duck
- De Volta Para o Futuro
- Desenhos Incríveis - O Show
- Dog City
- Eek! The Cat
- Esquadrão Marte
- Família Dinossauros
- Gaivan
- Gargoyles
- Grump, o Feiticeiro Trapalhão
- He-Man
- Homem-Aranha
- James Bond Jr.
- Meu Querido Pônei
- Mickey e Donald
- Moranguinho
- Mr. Bogus
- Nick & Neck
- Onde Está Wally?
- Os Smurfs
- Perdido nas Estrelas, com Macaulay Culkin
- Pinóquio
- Popeye
- Power Rangers
- Ren & Stimpy
- Robotech
- Samurai Pizza Cats
- Scooby-Doo
- Shaider
- She-Ra
- Snorks
- Sonic the Hedgehog (AoSTH)
- Sonic the Hedgehog (SatAM)
- Spiff & Hércules
- Star Trek: The Animated Series
- Super Mario Bros.
- Superted
- Swat Kats: O Esquadrão Radical
- Tale Spin
- Taz-Mania
- Thomas e Seus Amigos
- Thundercats
- Tico e Teco e os Defensores da Lei
- Tiny Toon
- Troopers
- Turma da Mônica
- Widget
- X-Men

|}

## Producción
Los mecanismos que daban las expresiones faciales a los muñecos se desenvolvieron a través de Inventiva Bonecos & Cenários, que visitó los estudios de cine en Los Ángeles para pesquisar tecnología en efectos especiales. Las animaciones fueron controladas por radio, dándoles así plena libertad de movimiento en el set.
Se buscaron dobladores para dar voces a los muñecos: Mário Jorge de Andrade, Mônica Rossi, Ísis Koschdoski, Manny García Júnior, Guilherme Briggs, Sheila Dorfman, Márcio Simões, Carmen Sheila, Hércules Fernando, Marco Antônio Soares da Costa, Hamilton Ricardo ( doblador de Paulo Paulada, Cowboy, Jaca Palladium, Câmera Ney, Roberval e Vira-Lata de Aço ), Mauro Ramos, Marco Ribeiro y Reynaldo Buzzoni.
Los mecanismos que daban expresión facial a los títeres del programa fueron desarrollados por Inventiva, y la tecnología animatrónica fue creada y desarrollada por Daniel Segal, quien visitó los estudios cinematográficos de Los Ángeles para investigar tecnología y materiales. Los movimientos fueron controlados por radio control, dando a los títeres total libertad de los decorados. Todos los personajes fueron interpretados por importantes locutores brasileños, como Mário Jorge de Andrade, Mônica Rossi, Márcio Simões, García Júnior, Mauro Ramos y Hamilton Ricardo.
Algunos personajes como Priscilla, JF y Daniel fueron manipulados por actores con disfraces (la misma técnica utilizada en las películas japonesas de Godzilla). Debido a que eran personajes de 2 metros de altura, las máscaras manipuladas por control remoto no se ajustaban a las cabezas de los actores. Para ello, estos personajes fueron manipulados por actores que se turnaron para soportar el peso de la ropa antropomórfica, bailando y saltando. Los movimientos faciales de Priscilla fueron impulsados por 5 servomotores, lo que la convierte en la muñeca animatrónica más simple del programa. Otros personajes utilizaron 24 motores para lograr los efectos faciales más convincentes. Los decorados, creados por Lia Renha, Maria Odile y Fernando Schmidt, tenían diferentes proporciones, desde la maqueta hasta las versiones a tamaño real. Todos los accesorios fueron hechos con basura reciclada.
La producción de TV Colosso utilizó técnicas de efectos especiales, como la clave de croma (una función que permite insertar la imagen capturada por una cámara sobre otra, creando la impresión de primer plano y fondo). Así, en la pantalla podrían aparecer personajes que vuelan, que se sumergen hasta el fondo del mar, o que solo tienen la cabeza. También se utilizó el newsmate (técnica que permite la colocación de una imagen recortada sobre otra), que permite la fusión de los títeres con el escenario imaginario. También se utilizaron recursos de animación que produjeron la animación de los rayos de Bullborg y las aperturas de los fotogramas del programa. Para el largometraje basado en el programa, se realizaron tres versiones del títere del personaje de Gilmar: animatronics, doble de acción para escenas peligrosas y títere para las escenas principales. Cada dos meses, las muñecas se metían en una bañera con agua caliente y se lavaban con champú y acondicionador.

## Merchandising
El programa lanzó sus 2 discos por Som Livre, una película, shows, espectáculos teatrales y su licenciamiento de 120 productos en el mercado (libros, materiales de escuela, juguetes, videojuegos y cómics).

## Canción
El programa arrojó dos álbumes musicales, incluido el tema de apertura "Eu Não Largo O Osso", de Michael Sullivan y Paulo Massadas, cantado por Paquitas, con canciones inspiradas en los personajes. El primero, de 1994, fue certificado oro (100 mil copias) por la ABPD. El segundo volumen, lanzado en 1994, es la continuación de la primera pista, que contiene nuevos temas musicales de los personajes del programa.

## Cancelación
En agosto de 1996, Globo anunció al grupo Criadores e Criaturas que el contrato sería rescindido y rescindido, lo que provocó la cancelación inmediata e inesperada del programa. Incluso con la contratación de la presentadora Angélica, que ocuparía las mañanas, aún existía la posibilidad de compartir tiempo entre TV Colosso y Angel Mix. Hasta el día de hoy, se desconocen las razones para cancelar TV Colosso, que en ese momento tenía altos índices de audiencia, sin embargo, la versión más probable es que la gerencia de Globo encontró su fórmula desgastada. Desde septiembre de 1996 hasta enero de 1997, se mostraron reposiciones. El 16 de septiembre de 1996, con el debut de Angel Mix, la programación de TV Colosso se redujo. En una entrevista para el podcast Radiofobia otorgada a fines de noviembre de 2011, el locutor Mario Jorge de Andrade afirmó que el motivo de la cancelación fue por motivos políticos.

## PelículaSuper-Colosso
La película se estrenó en 1994, con dirección de Luiz Ferré, guion de Giba Assis Brasil y Laerte.

### Historia
El Perro Pensador fue robado por los ladrones Furtados, y, debido a una equivocación, Gilmar lleva a la gincana el Día de los Perros.